# Rod Cameron (cầu thủ bóng đá)
Roderick P. Cameron (sinh năm 1939) là một cựu cầu thủ bóng đá người Anh thi đấu ở vị trí hậu vệ.

## Sự nghiệp
Sinh ra ở Newcastle, Cameron thi đấu cho Newcastle West End, Bradford City và Gateshead. Với Bradford City, ông có 1 lần ra sân ở Football League.